# Simulium ichnusae
Simulium ichnusae är en tvåvingeart som först beskrevs av Rivosecchi 1993.  Simulium ichnusae ingår i släktet Simulium och familjen knott. Inga underarter finns listade i Catalogue of Life.